# 張維藩
张维藩（1892年—1963年），字介人，中國河北省丰润县人。

## 生平
張因家庭清寒進入保定等軍校，後投入冯玉祥部队任軍職。1935年長城抗戰中，协助宋哲元指挥、制定作战计划，獲頒青天白日勳章。1937年後，前後任職二十九军、第一集团军，擔任参谋长重要職位。1946年抗戰結束，至北京定居。1963年逝世於北京。